# 1994年1月逝世人物列表
1994年逝世人物列表：1月 - 2月 - 3月 - 4月 - 5月 - 6月 - 7月 - 8月 - 9月 - 10月 - 11月 - 12月
1994年1月逝世人物列表，是用於匯總1994年1月期間逝世人物的列表。

## 依日期排序

### 1日
- 威廉·查佩爾（William Chappell），86歲，英國舞蹈家、芭蕾舞設計師和導演。[1]
- 雷蒙德·克羅蒂（Raymond Crotty），68歲，愛爾蘭經濟學家、作家和學者。[2]
- 沃爾特·埃克哈特（Walter Eckhardt），87歲，德國政治家。[3]
- Arthur Porritt,Baron Porritt，93歲，紐西蘭醫生，政治家和運動員。[4]
- 恺撒·罗摩洛，86歲，美國演員（蝙蝠俠、十一羅漢、瘦子）和活動家。[5]
- E. A. Thompson，79歲，愛爾蘭-英國馬克思主義歷史學家。[6]

### 2日
- 維克多·阿裡斯托夫，50歲，蘇聯和俄羅斯電影導演和編劇。
- Miguel M. Delgado，88歲，墨西哥電影導演和編劇，癌症。[7]
- Lys Gauty，93歲，法國歌舞表演歌手和演員。[8]
- 迪克西·李·雷，79歲，美國政治家。[9]
- 维塔利·鲁本（Vitālijs Rubenis），79歲，拉脫維亞共產主義政治家。
- 威廉·里安，72歲，愛爾蘭共和黨政治家。
- 皮埃爾-保羅·施魏策爾（Pierre-Paul Schweitzer），81歲，法國商人。[10]
- 埃迪·史密斯，80歲，美國職業棒球大聯盟球員。[11]

### 3日
- 哈伍德的埃利奧特男爵夫人凱薩琳·埃利奧特（Katharine Elliot, Baroness Elliot of Harwood），90歲，英國公務員和政治家。
- 諾曼·赫普，85歲，英國畫家，雕刻家和雕塑家，交通事故。[12]
- 弗蘭克·貝爾納普·朗（Frank Belknap Long），92歲，美國作家和詩人。[13]
- 馬里昂·羅斯，90歲，蘇格蘭物理學家。
- 希瑟·西爾斯，58歲，英國女演員，多器官衰竭。[14]
- 康斯坦丁·維索亞努（Constantin Vișoianu），96歲，羅馬尼亞法學家，外交官和政治家，癌症。[15]

### 4日
- Rahul Dev Burman，54歲，印度音樂總監，心血管疾病。[16]
- Reijer Hooykaas，87歲，荷蘭科學史學家。[17]
- 愛琳·梅奧（Eileen Mayo），87歲，英裔澳大利亞藝術家和設計師。
- Thirukkuralar V. Munusamy，80歲，印度學者和政治家。

### 5日
- Aldo Baldin，49歲，巴西歌劇男高音。
- 大衛·貝茨，77歲，北愛爾蘭數學家和物理學家。[18]
- 珍妮·卡彭特（Jeanne Carpenter），76歲，無聲時代的美國童星，肺氣腫。
- 布莱恩·约翰斯顿（Brian Johnston），81歲，英國板球評論員，作家和電視節目主持人，心臟病發作。
- Eliška Junková，93歲，捷克斯洛伐克賽車手。[19]
- 弗朗茨·穆勒（Franz Murer），81歲，奧地利黨衛軍軍官和戰犯。
- 提普·奥尼尔，81歲，美國政治家，結直腸癌。[20]
- 佩吉·辛普森，80歲，英國女演員。

### 6日
- 菲德爾·卡斯塔諾（Fidel Castaño），43歲，哥倫比亞毒梟和准軍事人員。
- 奧斯卡·弗雷利（Oscar Fraley），79歲，美國體育作家和作家。[21]
- Cláudia Magno，35歲，巴西女演員和舞蹈家，愛滋病相關併發症。
- 佩爾·帕勒·斯托姆（Per Palle Storm），83歲，丹麥-挪威雕塑家和藝術教授。
- Adri van Es，80歲，荷蘭皇家海軍中將。[22]
- 基思·威爾斯（Keith Wells），31歲，美國被定罪的殺人犯，注射死刑。[23]

### 7日
- Arthur Dooley，64歲，英國藝術家和雕塑家。
- 查理·麥克尼爾，57歲，美國橄欖球運動員。
- Vittorio Mezzogiorno，52歲，義大利演員，癌症。[24]
- 盧埃林·裡斯（Llewellyn Rees），92歲，英國演員。
- 富米·冯维希，84歲，寮國總統。[25]

### 8日
- 派特·布特拉姆，78歲，美國演員（綠地、罗宾汉、狐狸与猎狗），腎衰竭。
- 勒内·费伊，70歲，法國自行車手。[26]
- 哈維·哈迪克斯，68歲，美國棒球投手和投球教練，肺氣腫。[27]
- Harry Boye Karlsen，73歲，挪威足球運動員。[28]
- Roy Kiyooka，67歲，加拿大畫家、詩人、攝影師和多媒體藝術家。
- 露絲·奧斯本，81歲，美國運動員和奧運選手。[29]
- Chandrashekarendra Saraswati，99歲，印度印度教宗教領袖。

### 9日
- 法魯克·巴拉斯，78歲，土耳其足球運動員。[30]
- Kayhan Kaynak，33歲，土耳其足球運動員，心臟病發作。
- Madge Ryan，75歲，澳大利亞女演員。
- 約翰尼·坦普爾，66歲，美國職業棒球大聯盟球員，胰腺癌。[31]
- 約阿希姆·維爾納（Joachim Werner），84歲，德國考古學家。[32]

### 10日
- 邁克爾·奧爾德里奇，73歲，英國演員（夏日最後的美酒）。[33]
- Sven-Erik Bäck，74歲，瑞典古典音樂作曲家。[34]
- Ien Dales，62歲，荷蘭社會主義政治家和社會工作者，心臟病發作。[35]
- 丘布·菲尼（Chub Feeney），72歲，美國棒球主管，心臟病發作。[36]
- Yigal Hurvitz，75歲，以色列政治家。
- Girija Kumar Mathur，75歲，印度印地語作家。
- 布魯諾·斯托蒂（Bruno Storti），80歲，義大利工會成員和政治家。
- Clem Stralka，80歲，美國橄欖球運動員。[37]
- 羅曼·特卡丘克，61歲，蘇聯戲劇和電影演員。

### 11日
- 阿裡芬·阿赫馬德（Arifin Achmad），69歲，印尼軍官。[38]
- 約瑟夫·哈達 （József Háda），82 歲，匈牙利足球運動員。
- 切斯特·米茲（Chester L. Mize），76歲，美國政治家。[39]
- 赫爾穆特·波彭迪克 （Helmut Poppendick），92 歲，德國醫生和二戰期間的黨衛軍軍官。
- Ram Ramirez，80 歲，出生於波多黎各的爵士鋼琴家和作曲家。[40]
- 愛德華·林弗雷特，88 歲，加拿大政治家。
- 埃米利奧·羅森布魯斯（Emilio Rosenblueth），67歲，墨西哥工程師。
- 羅伯特·溫斯洛，77 歲，美國橄欖球運動員和教練。[41]

### 12日
- 撒母耳·布朗斯頓（Samuel Bronston），85歲，美國電影製片人、電影導演，共产主义革命家列夫·托洛茨基（Leon Trotsky）的侄子，肺炎。[38]
- 戈蘭·伊萬迪奇，38歲，南斯拉夫鼓手，自殺。
- 格雷格·卡巴特（Greg Kabat），82歲，美國和加拿大橄欖球運動員。
- 古斯塔夫·納恩（Gustav Naan），74歲，愛沙尼亞哲學家和物理學家。[39]
- 尼希米·塔馬里（Nehemiah Tamari），47歲，以色列將軍，直升機墜毀。
- 亞瑟·特納，84歲，英格蘭足球運動員和經理。[40]
- 約翰·韋斯特·威爾斯，86歲，美國古生物學家、刺胞動物學家和地質學家。[41]

### 13日
- 埃爾韋·阿爾法德（Hervé Alphand），86歲，法國外交官，法國駐美國大使。[42]
- 艾哈德·鮑爾（Erhard Bauer），68歲，德國足球運動員。[43]
- Johan Jørgen Holst，56歲，挪威政治家。
- 諾姆·雅各森，76歲，澳大利亞橄欖球運動員和教練。

### 14日
- 艾哈邁德·阿里，84歲，巴基斯坦小說家、詩人、外交官和學者。[44]
- 切斯利·威廉·卡特，91歲，加拿大政治家。
- 傑克·法伯（Jack Faber），91歲，美國體育教練和微生物學家。
- Myron Fohr，81歲，美國賽車手。
- 伊萬·福誇，84歲，美國田徑運動員。[45]
- Fritz Losigkeit，80歲，二戰期間的德國飛行王牌。
- 費代麗卡·蒙塞尼（Federica Montseny），88歲，西班牙政治家、無政府主義者、知識份子和作家。[46]
- 埃絲特·拉爾斯頓（Esther Ralston），91歲，美國无声电影女演員，心臟病發作。[47]
- Delio Rodríguez，77歲，西班牙自行車賽車手。[48]
- Nubar Terziyan，84歲，土耳其演員。

### 15日
- 菲力浦·布倫（Philippe Brun），85歲，法國小號手。[49]
- 齐夫拉·乔治，72歲，匈牙利裔法國鋼琴家和作曲家，肺癌患者。[50]
- 加布里埃爾-瑪麗·加羅內（Gabriel-Marie Garrone），92歲，法國天主教紅衣主教。[51]
- 本·吉爾（Ben H. Guill），84歲，美國政治家。
- 馬丁·科斯萊克，89歲，德國演員。[52]
- 阿格納爾·邁克爾（Agnar Mykle），78歲，挪威作家和木偶師。[53]
- 哈利·尼爾森，52歲，美國創作歌手（Everybody's Talkin'），心力衰竭。[54]
- 哈裡拉爾·烏帕德亞伊（Harilal Upadhyay），77歲，印度小說家和詩人。

### 16日
- Sidon Ebeling，93歲，瑞典長跑運動員和奧運選手。[55]
- 杰克·梅特卡夫，81歲，澳大利亞跳遠、三級跳遠和標槍投擲運動員。[56]
- 利蘭·斯托（Leland Stowe），94歲，美國記者，普利策獎獲得者。[57]
- Pál Szalai，78歲，匈牙利員警，在第二次世界大战期間從大屠殺中拯救了數百名猶太人。[58]

### 17日
- T. T. Fields，81歲，美國政治家。
- 丁一權，76歲，韓國將軍和政治家，淋巴瘤。[59]
- 葉夫根尼·伊萬諾夫，68歲，蘇聯間諜。
- 胡安·卡洛斯·普格利斯（Juan Carlos Pugliese），78歲，阿根廷律師和政治家。
- 海伦·斯蒂芬斯，75歲，美國運動員和奧運冠軍。[60]
- 羅賓·特爾頓，特蘭米爾男爵，90歲，英國政治家。

### 18日
- 亞瑟·奧特曼，83歲，美國詞曲作者。[61]
- 西爾維奧·貝爾加米尼（Silvio Bergamini），70歲，義大利賽艇運動員和奧運選手。[62]
- Lee Roy Caffey，52歲，美國橄欖球運動員，癌症。[63]
- Frank M. Carpenter，91歲，美國昆虫学家和古生物学家，心臟病發作[64]
- Rosemary Glyde，45歲，美國音樂家，癌症。[65]
- 羅爾夫·辛格，87歲，德國真菌學家。[66]

### 19日
- 尤金·卡門卡（Eugene Kamenka），65歲，澳大利亞政治哲學家和學者。[67]
- Haik Hovsepian Mehr，49歲，伊朗-亞美尼亞新教牧師，被謀殺。
- 肯尼斯·烏特，72歲，美國電影製片人（沉默的羔羊），奥斯卡金像奖得主（1992年），骨癌。[68]
- 約瑟夫·弗利爾斯，61歲，比利時足球運動員。[69]

### 20日
- 馬特·巴斯比，84歲，蘇格蘭足球運動員和經理，癌症。
- Ľubor Kresák，66歲，斯洛伐克天文學家。[70]
- Bedia Muvahhit，97歲，土耳其女演員。
- Jaramogi Oginga Odinga，82歲，肯亞酋長和政治家。[71]
- Darío Segovia，61歲，巴拉圭足球運動員。

### 21日
- 巴塞勒·阿萨德，31歲，敘利亞政治、军事人物，前敘利亞總統哈菲兹·阿萨德之長子，交通意外。
- 喬治·普羅斯佩里（Giorgio Prosperi），86歲，義大利編劇。[72]
- 蒂莫·蘇維蘭塔（Timo Suviranta），63歲，芬蘭籃球運動員。[73]
- 托尼·沃丁頓，69歲，英格蘭足球經理[74]
- 比爾·楊，79歲，美國橄欖球運動員和教練。[75]

### 22日
- 文森特·阿拉德，72歲，比利時昆蟲學家。
- Jean-Louis Barrault，83歲，法國演員、導演和啞劇藝術家，心臟病發作。[76]
- Graziano Battistini，57歲，義大利公路自行車賽車手。[77]
- 瑞德·福雷斯特（Rhett Forrester），37歲，美國搖滾歌手和音樂家（Riot），在劫車時被槍殺。
- 弗朗西絲·吉福德，73歲，美國女演員，肺氣腫。
- 泰利·薩瓦拉斯，72歲，美國演員（科亞克、鐵金剛勇破雪山堡、惡魔島的鳥人）和歌手、艾美奖得主（1974年），癌症。[78]

### 23日
- 阿道夫·巴勒（Adolph Baller），84歲，奧地利裔美國鋼琴家，腎功能衰竭。[79]
- 李·阿尔文·杜布里奇，92歲，美國教育家和物理學家，肺炎。[80]
- Klaus Hemmerle，64歲，德國羅馬天主教主教，癌症。[81]
- 阿列克謝·莫扎耶夫，75歲，蘇聯和俄羅斯畫家、平面藝術家和藝術教師。
- Yngve Nordwall，85歲，瑞典電影演員和導演。
- 尼古拉·奥加尔科夫，76歲，蘇聯軍官和蘇聯英雄。
- Eila Pennanen，77歲，芬蘭作家、評論家和散文家。[82]
- 布萊恩·雷德海德，64歲，英國作家、記者和廣播員。[83]
- 米莉·羅賓遜（Millie Robinson），69歲，馬恩島賽車手和世界小時紀錄保持者。[84]
- 奧利弗·史密斯（Oliver Smith），75歲，美國布景設計師和室內設計師，肺氣腫。[85]

### 24日
- 西德尼·奎因·柯蒂斯（Sidney Quinn Curtiss），76歲，美國政治家。
- 雷蒙德·鐘斯（Raymond F. Jones），78歲，美國科幻小說作家。[86]
- 伊夫·納瓦拉（Yves Navarre），53歲，法國作家，自殺。[87]
- Helge Vatsend，65歲，挪威詩人和小說家。

### 25日
- 詹姆斯·博伊斯，46歲，英國政治家，心臟病發作。[88]
- 派特·克勞福德，91歲，美國職業棒球大聯盟球員。[89]
- 艾達·麥克安·弗萊明（Aida McAnn Flemming），97歲，加拿大教師，作家和動物權利宣導者。
- 斯蒂芬·科尔·克莱尼（Stephen Cole Kleene），85歲，美國數學家。[90]
- 詹姆斯·扎赫里（James Zachery），35歲，美國橄欖球運動員，被謀殺。

### 26日
- 阿列斯·阿達莫維奇，66歲，蘇聯和白俄羅斯作家、評論家和學者，心臟病發作。
- 艾爾莎·安德森（Elsa Andersson），99歲，瑞典跳水和奧運選手。[91]
- Lejaren Hiller，69歲，美國作曲家，阿爾茨海默病。[92]
- 伊萬·華納（Ivan Warner），74歲，美國律師和政治家，癌症患者。[93]

### 27日
- 斯坦利·亞當斯，86歲，美國作詞家和詞曲作者，癌症。[94]
- 克勞德·阿金斯，67歲，美國演員（B. J. and the Bear、Inherit the Wind、凱恩艦事變），癌症。[95]
- 艾迪·卡爾霍恩，72歲，美國爵士低音提琴家。[96]
- Alain Daniélou，86歲，法國歷史學家、音樂學家和印度學家。[97]
- 謝爾姆·費勒（Sherm Feller），75歲，美國音樂作曲家和廣播名人。
- Hans H. Gattermann，62歲，德國政治家和聯邦議院議員。
- 謝爾蓋·謝爾巴科夫，75歲，俄羅斯沉量级拳擊手。
- 弗蘭克·特維斯，83歲，英國皇家海軍上將。[98]
- 鮑里斯·沃龍佐夫-韋利亞米諾夫，89歲，俄羅斯天體物理學家。

### 28日
- Afif al-Bizri，80歲，敘利亞軍官。
- 艾米莉·塔夫脫·道格拉斯（Emily Taft Douglas），94歲，美國政治家。[99]
- 貝蒂·戈-貝爾蒙特（Betty Go-Belmonte），60歲，菲律賓記者和報紙出版商。
- 弗蘭克·哈迪（Frank Hardy），76歲，澳大利亞小說家和作家，心臟病發作。[100]
- 威廉·李维特（William Levitt），86歲，美國房地產開發商，被譽為現代美國郊區之父。[101]
- 喬治·羅索（George Rosso），64歲，美國橄欖球運動員。
- 哈爾·史密斯，77歲，美國演員（安迪·格裡菲斯秀、小熊维尼历险记、美女与野兽），心臟病發作。[102]

### 29日
- 瑪格麗特·艾倫（Marguerite Allan），88歲，俄羅斯出生的英國女演員。
- 尼克·克拉瓦特（Nick Cravat），82歲，美國演員和特技演員，癌症，肺癌。
- 叶夫根尼·列昂诺夫，67歲，蘇聯和俄羅斯演員，肺栓塞。[103]
- Ulrike Maier，26歲，奧地利高山滑雪運動員、世界冠軍和奧運選手，滑雪事故。[104]
- 托利安·舒爾曼，81歲，荷蘭短跑運動員和奧運選手。[105]
- Jakobína Sigurðardóttir，75歲，冰島作家。
- 雅各·瓦格（Jakob Vaage），88歲，挪威教育家、作家和歷史學家。

### 30日
- 皮埃尔·布勒（Pierre Boulle），81歲，法國小說家。[106]
- Claude Nigon，65歲，法國擊劍運動員和奧運選手。[107]
- 第四代諾曼比侯爵奧斯瓦爾德·菲普斯，81歲，英國同齡人和慈善家。[108]
- 羅拉·努奇（Laura Nucci），80歲，義大利電影女演員。
- Jan Schaefer，53歲，荷蘭政治家和社區召集人，糖尿病。[109]
- 魯道夫·施瓦茨（Rudolf Schwarz），88歲，奧地利裔美國指揮家。[110]
- 巴赫賈特·塔爾胡尼（Bahjat Talhouni），81歲，約旦政治家。[111]
- 唐·特恩布爾，84歲，澳大利亞網球運動員。

### 31日
- 馬斯特·阿卜杜拉，64歲，巴基斯坦電影音樂作曲家。
- 阿爾貝托·索倫蒂諾，77歲，義大利電影演員。
- 埃爾溫·史特利特馬特，81歲，德國作家。[112]
- 托馬尼亞·杜里奇科，79歲，塞爾維亞女演員。[113]